# Ferrari P2
La Ferrari P2 è una vettura che prese parte al campionato del mondo sportprototipi nel 1965.

## Il progetto
La Ferrari P2, costruita dalla Ferrari per competere nel mondiale prototipi del 1965, fu prodotta in due versioni, la 275 P2 e la 330 P2. Queste rappresentavano la naturale evoluzione delle 275 P e 330 P che avevano corso la stagione 1964. I motori erano gli stessi che equipaggiavano le versioni precedenti, ma sulle P2 si passò alla distribuzione bialbero, che insieme a nuovi carburatori della Weber aumentarono la potenza delle due vetture, rispettivamente a 350 CV per la 275 P2 e a 410 CV per la 330 P2. Il telaio fu completamente riprogettato rispetto alla versione precedente. Al classico traliccio in tubi d'acciaio furono rivettate delle piastre d'alluminio, in modo da aumentare la rigidità della vettura senza eccessivi aumenti di peso. Questa soluzione, inventata dagli assemblatori inglesi di Formula Uno, era stata usata dalla per la prima volta dalla Ferrari sulla 158, monoposto che l'anno precedente aveva vinto il titolo piloti con John Surtees. La P2 rappresentava per la Ferrari la prima applicazione di questa tecnica in una vettura sport. La carrozzeria, a barchetta, era in alluminio. Rispetto alle vetture precedenti, furono abbandonati i cerchi a raggi, che vennero sostituiti da nuovi e più leggeri realizzati in lega di magnesio. In totale vennero prodotte quattro 275 P2, identificate dai numeri di telaio 0826, 0828, 0832 e 0836. Due, la 0828 e la 0832, verranno modificate in 330 P2. A queste si aggiungerà una terza 330 P2, costruita da zero, con numero di telaio 0838.
| Configurazione                                                                                         | Configurazione                                                                                         | Configurazione                                                                                         | Configurazione                                                                                   | Configurazione                                                                                   | Configurazione                                                                                   |
| --- | --- | --- | ------------------------------------------------------------------------------------------------ | ------------------------------------------------------------------------------------------------ | ------------------------------------------------------------------------------------------------ |
| Carrozzeria: Barchetta                                                                                 | Carrozzeria: Barchetta                                                                                 | Posizione motore: centrale longitudinale                                                               | Posizione motore: centrale longitudinale                                                         | Trazione: posteriore                                                                             | Trazione: posteriore                                                                             |
| Dimensioni e pesi                                                                                      | | |                                                                                                  |                                                                                                  |                                                                                                  |
| Ingombri (lungh.×largh.×alt. in mm): 4260 × 1675 × 1040                                                | Ingombri (lungh.×largh.×alt. in mm): 4260 × 1675 × 1040                                                | Ingombri (lungh.×largh.×alt. in mm): 4260 × 1675 × 1040                                                | Ingombri (lungh.×largh.×alt. in mm): 4260 × 1675 × 1040                                          | Diametro minimo sterzata:                                                                        | Diametro minimo sterzata:                                                                        |
| Interasse: 2400 mm                                                                                     | Interasse: 2400 mm                                                                                     | Carreggiate: anteriore 1400 - posteriore 1370 mm                                                       | Carreggiate: anteriore 1400 - posteriore 1370 mm                                                 | Altezza minima da terra:                                                                         | Altezza minima da terra:                                                                         |
| Posti totali: 2                                                                                        | Posti totali: 2                                                                                        | Bagagliaio:                                                                                            | Bagagliaio:                                                                                      | Serbatoio:                                                                                       | Serbatoio:                                                                                       |
| Masse                                                                                                  | a vuoto: 790 kg                                                                                        | a vuoto: 790 kg                                                                                        | a vuoto: 790 kg                                                                                  | a vuoto: 790 kg                                                                                  | a vuoto: 790 kg                                                                                  |
| Meccanica                                                                                              | | |                                                                                                  |                                                                                                  |                                                                                                  |
| Tipo motore: centrale longitudinale 12 cilindri a V (angolo tra le bancate: 60°) raffreddato a liquido | Tipo motore: centrale longitudinale 12 cilindri a V (angolo tra le bancate: 60°) raffreddato a liquido | Tipo motore: centrale longitudinale 12 cilindri a V (angolo tra le bancate: 60°) raffreddato a liquido | Cilindrata: (Alesaggio x corsa: 77 x 58,8 mm); unitaria 273,81, totale 3285,72 cm³               | Cilindrata: (Alesaggio x corsa: 77 x 58,8 mm); unitaria 273,81, totale 3285,72 cm³               | Cilindrata: (Alesaggio x corsa: 77 x 58,8 mm); unitaria 273,81, totale 3285,72 cm³               |
| Distribuzione: Bialbero a camme in testa, 2 valvole per cilindro                                       | Distribuzione: Bialbero a camme in testa, 2 valvole per cilindro                                       | Distribuzione: Bialbero a camme in testa, 2 valvole per cilindro                                       | Alimentazione: 6 carburatori 40DCN2 della Weber                                                  | Alimentazione: 6 carburatori 40DCN2 della Weber                                                  | Alimentazione: 6 carburatori 40DCN2 della Weber                                                  |
| Prestazioni motore                                                                                     | Potenza: 350 CV a 8500 giri; potenza specifica: 106,5 CV/litro; Rapporto peso/potenza: 2,2 kg/CV       | Potenza: 350 CV a 8500 giri; potenza specifica: 106,5 CV/litro; Rapporto peso/potenza: 2,2 kg/CV       | Potenza: 350 CV a 8500 giri; potenza specifica: 106,5 CV/litro; Rapporto peso/potenza: 2,2 kg/CV | Potenza: 350 CV a 8500 giri; potenza specifica: 106,5 CV/litro; Rapporto peso/potenza: 2,2 kg/CV | Potenza: 350 CV a 8500 giri; potenza specifica: 106,5 CV/litro; Rapporto peso/potenza: 2,2 kg/CV |
| Accensione: Doppia, uno spinterogeni                                                                   | Accensione: Doppia, uno spinterogeni                                                                   | Accensione: Doppia, uno spinterogeni                                                                   | Impianto elettrico:                                                                              | Impianto elettrico:                                                                              | Impianto elettrico:                                                                              |
| Frizione: Multidisco                                                                                   | Frizione: Multidisco                                                                                   | Frizione: Multidisco                                                                                   | Cambio: A 5 rapporti, in blocco con il motore                                                    | Cambio: A 5 rapporti, in blocco con il motore                                                    | Cambio: A 5 rapporti, in blocco con il motore                                                    |
| Telaio                                                                                                 | | |                                                                                                  |                                                                                                  |                                                                                                  |
| Corpo vettura                                                                                          | Traliccio in tubi d'acciaio                                                                            | Traliccio in tubi d'acciaio                                                                            | Traliccio in tubi d'acciaio                                                                      | Traliccio in tubi d'acciaio                                                                      | Traliccio in tubi d'acciaio                                                                      |
| Sterzo                                                                                                 | A cremagliera                                                                                          | A cremagliera                                                                                          | A cremagliera                                                                                    | A cremagliera                                                                                    | A cremagliera                                                                                    |
| Sospensioni                                                                                            | anteriori: Quadrilaterali deformabili / posteriori: Quadrilaterali deformabili                         | anteriori: Quadrilaterali deformabili / posteriori: Quadrilaterali deformabili                         | anteriori: Quadrilaterali deformabili / posteriori: Quadrilaterali deformabili                   | anteriori: Quadrilaterali deformabili / posteriori: Quadrilaterali deformabili                   | anteriori: Quadrilaterali deformabili / posteriori: Quadrilaterali deformabili                   |
| Freni                                                                                                  | anteriori: a disco / posteriori: a disco                                                               | anteriori: a disco / posteriori: a disco                                                               | anteriori: a disco / posteriori: a disco                                                         | anteriori: a disco / posteriori: a disco                                                         | anteriori: a disco / posteriori: a disco                                                         |
| Prestazioni dichiarate                                                                                 | | |                                                                                                  |                                                                                                  |                                                                                                  |
| Velocità: 300 km/h                                                                                     | Velocità: 300 km/h                                                                                     | Velocità: 300 km/h                                                                                     | Accelerazione:                                                                                   | Accelerazione:                                                                                   | Accelerazione:                                                                                   |
| Altro                                                                                                  | | |                                                                                                  |                                                                                                  |                                                                                                  |
| Rapporto di compressione                                                                               | 9,5:1                                                                                                  | 9,5:1                                                                                                  | 9,5:1                                                                                            | 9,5:1                                                                                            | 9,5:1                                                                                            |

| Configurazione                                                                                         | Configurazione                                                                                         | Configurazione                                                                                         | Configurazione                                                                                   | Configurazione                                                                                   | Configurazione                                                                                   |
| --- | --- | --- | ------------------------------------------------------------------------------------------------ | ------------------------------------------------------------------------------------------------ | ------------------------------------------------------------------------------------------------ |
| Carrozzeria: Barchetta                                                                                 | Carrozzeria: Barchetta                                                                                 | Posizione motore: centrale longitudinale                                                               | Posizione motore: centrale longitudinale                                                         | Trazione: posteriore                                                                             | Trazione: posteriore                                                                             |
| Dimensioni e pesi                                                                                      | | |                                                                                                  |                                                                                                  |                                                                                                  |
| Ingombri (lungh.×largh.×alt. in mm): 4260 × 1675 × 1040                                                | Ingombri (lungh.×largh.×alt. in mm): 4260 × 1675 × 1040                                                | Ingombri (lungh.×largh.×alt. in mm): 4260 × 1675 × 1040                                                | Ingombri (lungh.×largh.×alt. in mm): 4260 × 1675 × 1040                                          | Diametro minimo sterzata:                                                                        | Diametro minimo sterzata:                                                                        |
| Interasse: 2400 mm                                                                                     | Interasse: 2400 mm                                                                                     | Carreggiate: anteriore 1400 - posteriore 1370 mm                                                       | Carreggiate: anteriore 1400 - posteriore 1370 mm                                                 | Altezza minima da terra:                                                                         | Altezza minima da terra:                                                                         |
| Posti totali: 2                                                                                        | Posti totali: 2                                                                                        | Bagagliaio:                                                                                            | Bagagliaio:                                                                                      | Serbatoio:                                                                                       | Serbatoio:                                                                                       |
| Masse                                                                                                  | a vuoto: 820 kg                                                                                        | a vuoto: 820 kg                                                                                        | a vuoto: 820 kg                                                                                  | a vuoto: 820 kg                                                                                  | a vuoto: 820 kg                                                                                  |
| Meccanica                                                                                              | | |                                                                                                  |                                                                                                  |                                                                                                  |
| Tipo motore: centrale longitudinale 12 cilindri a V (angolo tra le bancate: 60°) raffreddato a liquido | Tipo motore: centrale longitudinale 12 cilindri a V (angolo tra le bancate: 60°) raffreddato a liquido | Tipo motore: centrale longitudinale 12 cilindri a V (angolo tra le bancate: 60°) raffreddato a liquido | Cilindrata: (Alesaggio x corsa: 77 x 71 mm); unitaria 330,62, totale 3967,44 cm³                 | Cilindrata: (Alesaggio x corsa: 77 x 71 mm); unitaria 330,62, totale 3967,44 cm³                 | Cilindrata: (Alesaggio x corsa: 77 x 71 mm); unitaria 330,62, totale 3967,44 cm³                 |
| Distribuzione: Bialbero a camme in testa, 2 valvole per cilindro                                       | Distribuzione: Bialbero a camme in testa, 2 valvole per cilindro                                       | Distribuzione: Bialbero a camme in testa, 2 valvole per cilindro                                       | Alimentazione: 6 carburatori 40DCN2 della Weber                                                  | Alimentazione: 6 carburatori 40DCN2 della Weber                                                  | Alimentazione: 6 carburatori 40DCN2 della Weber                                                  |
| Prestazioni motore                                                                                     | Potenza: 410 CV a 8000 giri; potenza specifica: 103,3 CV/litro; Rapporto peso/potenza: 2,0 kg/CV       | Potenza: 410 CV a 8000 giri; potenza specifica: 103,3 CV/litro; Rapporto peso/potenza: 2,0 kg/CV       | Potenza: 410 CV a 8000 giri; potenza specifica: 103,3 CV/litro; Rapporto peso/potenza: 2,0 kg/CV | Potenza: 410 CV a 8000 giri; potenza specifica: 103,3 CV/litro; Rapporto peso/potenza: 2,0 kg/CV | Potenza: 410 CV a 8000 giri; potenza specifica: 103,3 CV/litro; Rapporto peso/potenza: 2,0 kg/CV |
| Accensione: Doppia, uno spinterogeni                                                                   | Accensione: Doppia, uno spinterogeni                                                                   | Accensione: Doppia, uno spinterogeni                                                                   | Impianto elettrico:                                                                              | Impianto elettrico:                                                                              | Impianto elettrico:                                                                              |
| Frizione: Multidisco                                                                                   | Frizione: Multidisco                                                                                   | Frizione: Multidisco                                                                                   | Cambio: A 5 rapporti, in blocco con il motore                                                    | Cambio: A 5 rapporti, in blocco con il motore                                                    | Cambio: A 5 rapporti, in blocco con il motore                                                    |
| Telaio                                                                                                 | | |                                                                                                  |                                                                                                  |                                                                                                  |
| Corpo vettura                                                                                          | Traliccio in tubi d'acciaio                                                                            | Traliccio in tubi d'acciaio                                                                            | Traliccio in tubi d'acciaio                                                                      | Traliccio in tubi d'acciaio                                                                      | Traliccio in tubi d'acciaio                                                                      |
| Sterzo                                                                                                 | A cremagliera                                                                                          | A cremagliera                                                                                          | A cremagliera                                                                                    | A cremagliera                                                                                    | A cremagliera                                                                                    |
| Sospensioni                                                                                            | anteriori: Quadrilaterali deformabili / posteriori: Quadrilaterali deformabili                         | anteriori: Quadrilaterali deformabili / posteriori: Quadrilaterali deformabili                         | anteriori: Quadrilaterali deformabili / posteriori: Quadrilaterali deformabili                   | anteriori: Quadrilaterali deformabili / posteriori: Quadrilaterali deformabili                   | anteriori: Quadrilaterali deformabili / posteriori: Quadrilaterali deformabili                   |
| Freni                                                                                                  | anteriori: a disco / posteriori: a disco                                                               | anteriori: a disco / posteriori: a disco                                                               | anteriori: a disco / posteriori: a disco                                                         | anteriori: a disco / posteriori: a disco                                                         | anteriori: a disco / posteriori: a disco                                                         |
| Prestazioni dichiarate                                                                                 | | |                                                                                                  |                                                                                                  |                                                                                                  |
| Velocità: 300 km/h                                                                                     | Velocità: 300 km/h                                                                                     | Velocità: 300 km/h                                                                                     | Accelerazione:                                                                                   | Accelerazione:                                                                                   | Accelerazione:                                                                                   |
| Altro                                                                                                  | | |                                                                                                  |                                                                                                  |                                                                                                  |
| Rapporto di compressione                                                                               | 9,5:1                                                                                                  | 9,5:1                                                                                                  | 9,5:1                                                                                            | 9,5:1                                                                                            | 9,5:1                                                                                            |

## La stagione 1965

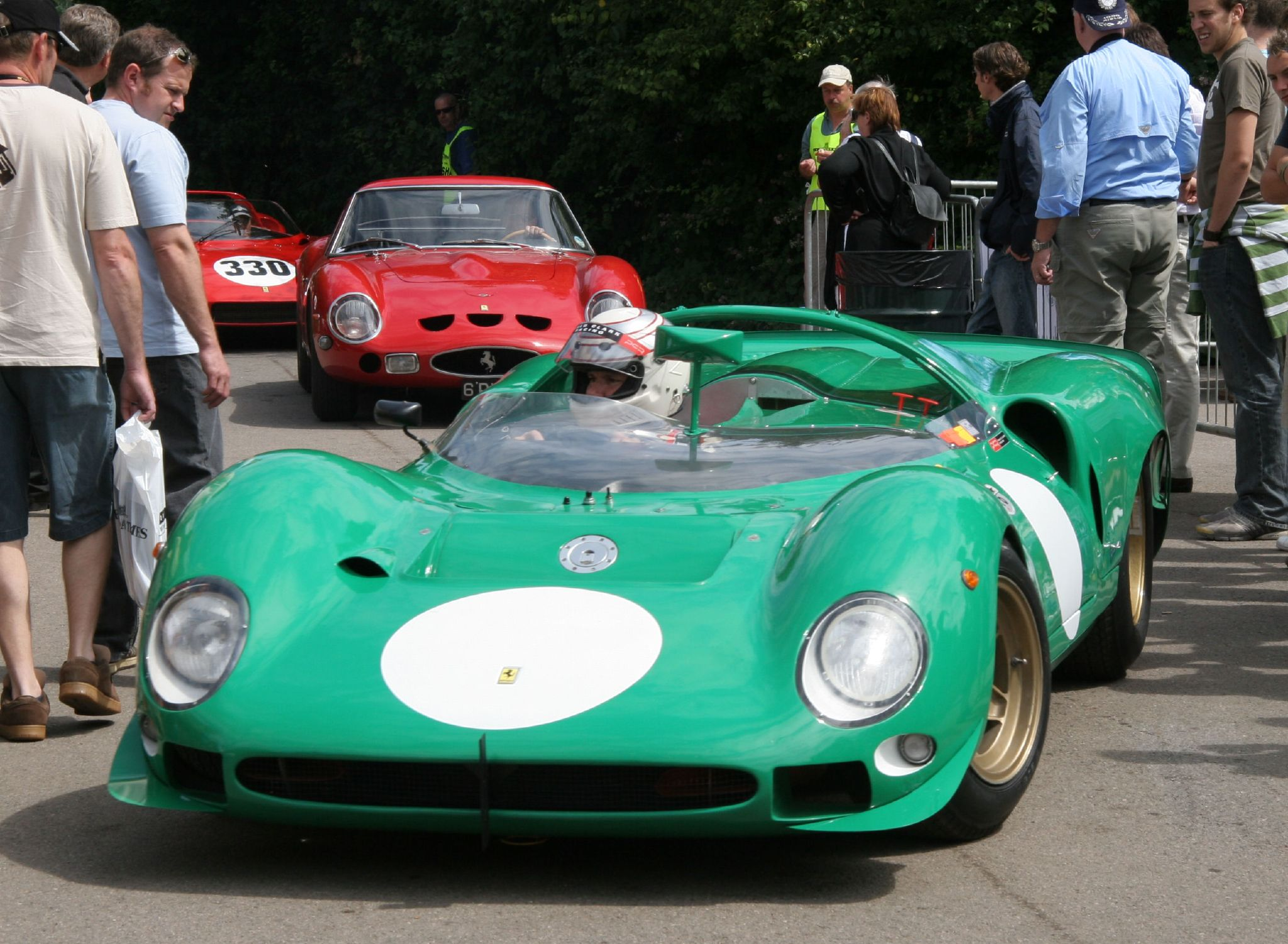
Una Ferrari 330 P2 ad una rievocazione sul circuito di Goodwood

### La sfida della Ford
All'inizio degli anni sessanta, la Ferrari si trovava in crisi finanziaria, e Enzo Ferrari si decise a vendere la maggioranza della sua azienda. Non soddisfatto dell'offerta della Fiat, si rivolse all'americana Ford, che da tempo cercava un modo per entrare nel mondo delle competizioni. Tuttavia la Ford all'ultimo in sede di firma dell'accordo finale pose una clausola contrattuale ponendo un limite alle risorse liberamente disponibili da Enzo Ferrari per la gestione del comparto corse, cosa che lo fece andare su tutte le furie e fece saltare l'accordo. La Ford, di tutta risposta, decise di produrre in proprio una vettura da gara per sfidare la Ferrari. In collaborazione con Carroll Shelby, nel 1964 realizzò la GT40, che diventerà la maggiore avversaria della Ferrari nel mondiale prototipi per i tre anni a venire.

### Le gare
La prima gara della stagione, la 2000 km di Daytona, si corse il 28 febbraio. La sola 330 P2 in gara, affidata all'equipaggio Surtees/Rodríguez, conquistò la pole. Questa vettura fu portata in gara dal team N.A.R.T., che schierava anche una 275P e una 330 P. Nessuna delle tre vetture riuscì a tagliare il traguardo, rispettivamente per la rottura dell'albero di trasmissione, della frizione e del differenziale. Il primo posto fu conquistato da una GT40.
Alla gara successiva, la 12 Ore di Sebring, che fu vinta da una Chaparral 2A, non prese il via nessuna P2.
Alla 1000 km di Monza, la Ferrari schierò ufficialmente tre vetture, due 330 P2 e una 275 P2. Fu proprio quest'ultima a conquistare la vittoria, con l'equipaggio Parkes/Guichet. Al secondo posto giunsa una delle 330 P2, con Surtees e Scarfiotti alla guida. Al terzo posto giunsa una GT40. L'altra 330 P2 in gara, portata in gara da Lorenzo Bandini, dovette ritirarsi per la rottura di una sospensione.

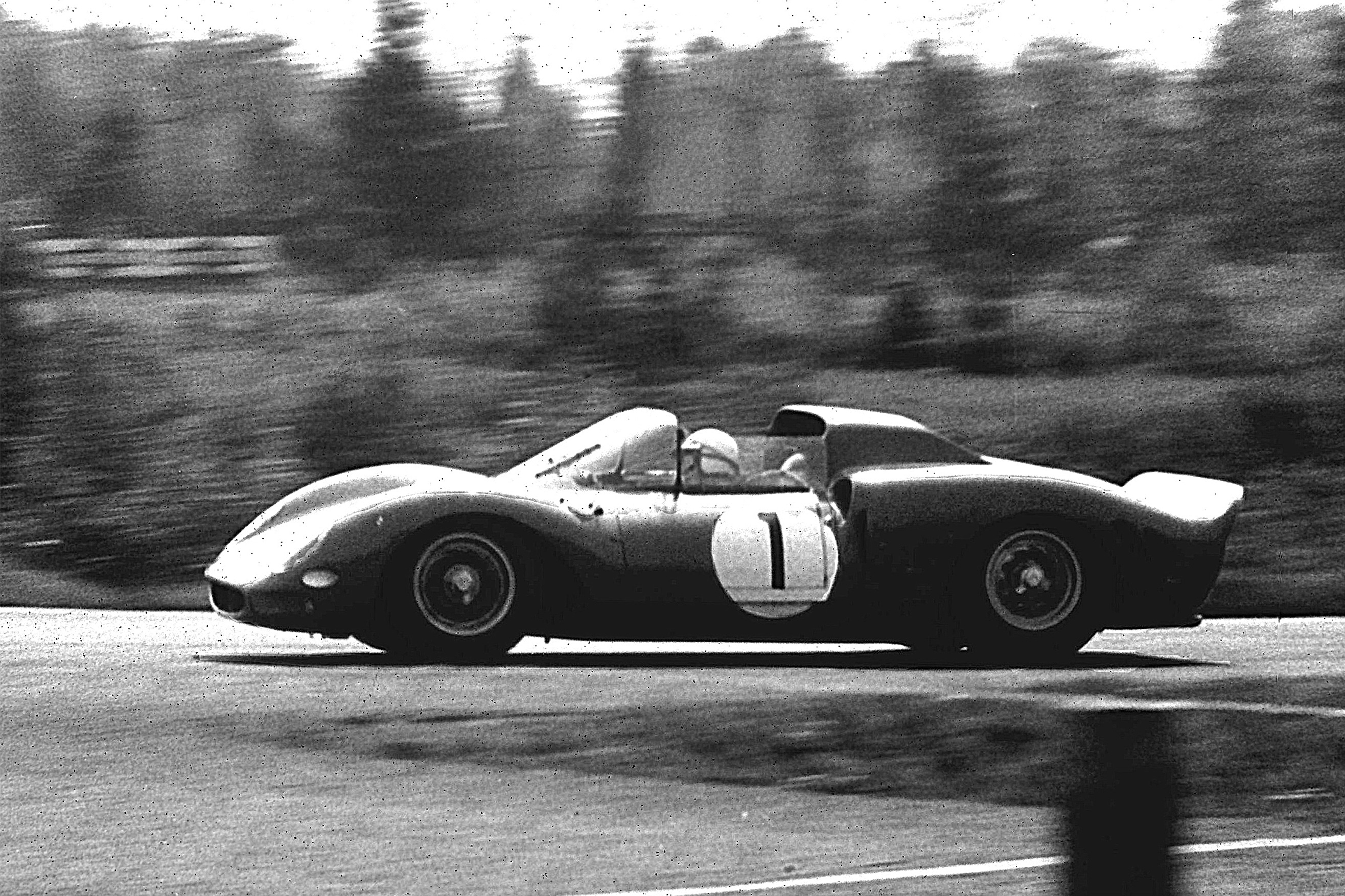
John Surtees alla guida di una 275 P2

La successiva gara a cui parteciparono le P2 fu la Targa Florio, che si corse il 9 maggio. La Ferrari schierò tre 275 P2, affidate agli equipaggi Vaccarella/Bandini, Guichet/Baghetti e Scarfiotti/Parkes.
Vaccarella riuscì a conquistare la pole, segnando il nuovo record del tracciato a 39 minuti e 21 secondi, con una media di 109,784 km/h. Vaccarella e Bandini conquistarono poi la vittoria, davanti a due Porsche 904. Le altre due 275 P2 in gara furono entrambe costrette al ritiro, una per problemi allo sterzo, che le provocarono un incidente, l'altra in seguito ad un'uscita di pista
Il 23 maggio si corse la 1000 km del Nürburgring. In quest'occasione, la 330 P2 dell'equipaggio Surtees/Scarfiotti conquisto la pole e la vittoria, oltre a segnare il giro più veloce in gara con Surtees alla guida. La 275 P2, anch'essa schierata ufficialmente dalla Ferrari, arrivò seconda con l'equipaggio Parkes/Guichet. Una seconda 275 P2, portata in gara dal team privato Maranello Concessionaires, aveva fatto segnare con Graham Hill alla guida il secondo miglior tempo nelle prove, ma in gara dovette ritirarsi per un problema elettrico.
Alla 24 Ore di Le Mans la Ferrari iscrisse due 330 P2, che però non vennero accettate dalla direzione gara. Il primo e il secondo posto andarono comunque ad un'altra vettura Ferrari, la 250 LM.
A fine stagione, grazie alle vittorie della P2, ma anche della 250 LM e della 365 P2, la Ferrari conquistò il titolo mondiale costruttori.

## La 365 P2
Oltre alle 275 P2 e 330 P2, schierate ufficialmente, la Ferrari decise di produrre una terza vettura, da affidare alle sole scuderie private. Sul telaio della P2 venne installato un diverso motore, un V12 da 4390,35cm³. Questo propulsore, che aveva la distribuzione monoalbero, era in grado di erogare 380 CV a 7200 giri. La vettura fu nominata 365 P2. In totale, vennero costruite sei 365 P2. Una, la numero di telaio 0824, venne costruita da zero, mentre le altre cinque, numeri di telaio 0826, 0828, 0832, 0836 e 0838, furono ottenute trasformando le 275 P2 e 330 P2 a cui appartenevano tali telai.
Nella stagione 1965, il suo miglior risultato fu un primo e secondo posto alla 12 Ore di Reims, rispettivamente con gli equipaggi Rodriguez/Guichet e Surtees/Parkes. Nella stessa gara le vetture segnarono anche la pole e il giro più veloce in gara.
Sempre lo stesso anno, alla 500km di Bridgehampton, Pedro Rodríguez con 365 P2 del team N.A.R.T. giunse al secondo posto.
Per il 1966, le 365 P2 furono ricarrozzate da Piero Drogo, con l'aggiunta del tettuccio. La linea finale le avvicinava alle nuove 330 P3, differenziandosi solo per le prese d'aria sporgenti sui parafanghi posteriori.
Nel 1966, una 365 P2 conquistò il quarto posto alla prima gara della stagione, la 24 Ore di Daytona. La vettura, schierata dal team N.A.R.T. con Rodriguez/Andretti, si piazzò alle spalle di tre GT40. Alla seconda gara della stagione, la 12 Ore di Sebring, la 365 P2 fu portata in gara sempre dallo stesso equipaggio, ma dovette ritirarsi dopo un incidente, che causò l'incendio della vettura.
Anche nella gara successiva, la 1000 km di Monza, la 365 P2, stavolta portata in gara da Lucien Bianchi e Jean Beurlys, fu costretta al ritiro causa rottura della dinamo.
| Configurazione                                                                                         | Configurazione                                                                                         | Configurazione                                                                                         | Configurazione                                                                                  | Configurazione                                                                                  | Configurazione                                                                                  |
| --- | --- | --- | ----------------------------------------------------------------------------------------------- | ----------------------------------------------------------------------------------------------- | ----------------------------------------------------------------------------------------------- |
| Carrozzeria: Barchetta/Berlinetta                                                                      | Carrozzeria: Barchetta/Berlinetta                                                                      | Posizione motore: centrale longitudinale                                                               | Posizione motore: centrale longitudinale                                                        | Trazione: posteriore                                                                            | Trazione: posteriore                                                                            |
| Dimensioni e pesi                                                                                      | | |                                                                                                 |                                                                                                 |                                                                                                 |
| Ingombri (lungh.×largh.×alt. in mm): 4160 × 1675 × 1055                                                | Ingombri (lungh.×largh.×alt. in mm): 4160 × 1675 × 1055                                                | Ingombri (lungh.×largh.×alt. in mm): 4160 × 1675 × 1055                                                | Ingombri (lungh.×largh.×alt. in mm): 4160 × 1675 × 1055                                         | Diametro minimo sterzata:                                                                       | Diametro minimo sterzata:                                                                       |
| Interasse: 2400 mm                                                                                     | Interasse: 2400 mm                                                                                     | Carreggiate: anteriore 1400 - posteriore 1370 mm                                                       | Carreggiate: anteriore 1400 - posteriore 1370 mm                                                | Altezza minima da terra:                                                                        | Altezza minima da terra:                                                                        |
| Posti totali: 2                                                                                        | Posti totali: 2                                                                                        | Bagagliaio:                                                                                            | Bagagliaio:                                                                                     | Serbatoio:                                                                                      | Serbatoio:                                                                                      |
| Masse                                                                                                  | a vuoto: 800 kg                                                                                        | a vuoto: 800 kg                                                                                        | a vuoto: 800 kg                                                                                 | a vuoto: 800 kg                                                                                 | a vuoto: 800 kg                                                                                 |
| Meccanica                                                                                              | | |                                                                                                 |                                                                                                 |                                                                                                 |
| Tipo motore: centrale longitudinale 12 cilindri a V (angolo tra le bancate: 60°) raffreddato a liquido | Tipo motore: centrale longitudinale 12 cilindri a V (angolo tra le bancate: 60°) raffreddato a liquido | Tipo motore: centrale longitudinale 12 cilindri a V (angolo tra le bancate: 60°) raffreddato a liquido | Cilindrata: (Alesaggio x corsa: 81 x 71 mm); unitaria 365,86, totale 4390,35 cm³                | Cilindrata: (Alesaggio x corsa: 81 x 71 mm); unitaria 365,86, totale 4390,35 cm³                | Cilindrata: (Alesaggio x corsa: 81 x 71 mm); unitaria 365,86, totale 4390,35 cm³                |
| Distribuzione: Monoalbero a camme in testa, 2 valvole per cilindro                                     | Distribuzione: Monoalbero a camme in testa, 2 valvole per cilindro                                     | Distribuzione: Monoalbero a camme in testa, 2 valvole per cilindro                                     | Alimentazione: 6 carburatori 38DCN della Weber                                                  | Alimentazione: 6 carburatori 38DCN della Weber                                                  | Alimentazione: 6 carburatori 38DCN della Weber                                                  |
| Prestazioni motore                                                                                     | Potenza: 380 CV a 7200 giri; potenza specifica: 86,5 CV/litro; Rapporto peso/potenza: 2,1 kg/CV        | Potenza: 380 CV a 7200 giri; potenza specifica: 86,5 CV/litro; Rapporto peso/potenza: 2,1 kg/CV        | Potenza: 380 CV a 7200 giri; potenza specifica: 86,5 CV/litro; Rapporto peso/potenza: 2,1 kg/CV | Potenza: 380 CV a 7200 giri; potenza specifica: 86,5 CV/litro; Rapporto peso/potenza: 2,1 kg/CV | Potenza: 380 CV a 7200 giri; potenza specifica: 86,5 CV/litro; Rapporto peso/potenza: 2,1 kg/CV |
| Accensione: Singola, uno spinterogeni                                                                  | Accensione: Singola, uno spinterogeni                                                                  | Accensione: Singola, uno spinterogeni                                                                  | Impianto elettrico:                                                                             | Impianto elettrico:                                                                             | Impianto elettrico:                                                                             |
| Frizione: Multidisco                                                                                   | Frizione: Multidisco                                                                                   | Frizione: Multidisco                                                                                   | Cambio: A 5 rapporti, in blocco con il motore                                                   | Cambio: A 5 rapporti, in blocco con il motore                                                   | Cambio: A 5 rapporti, in blocco con il motore                                                   |
| Telaio                                                                                                 | | |                                                                                                 |                                                                                                 |                                                                                                 |
| Corpo vettura                                                                                          | Traliccio in tubi d'acciaio                                                                            | Traliccio in tubi d'acciaio                                                                            | Traliccio in tubi d'acciaio                                                                     | Traliccio in tubi d'acciaio                                                                     | Traliccio in tubi d'acciaio                                                                     |
| Sterzo                                                                                                 | A cremagliera                                                                                          | A cremagliera                                                                                          | A cremagliera                                                                                   | A cremagliera                                                                                   | A cremagliera                                                                                   |
| Sospensioni                                                                                            | anteriori: Quadrilaterali deformabili / posteriori: Quadrilaterali deformabili                         | anteriori: Quadrilaterali deformabili / posteriori: Quadrilaterali deformabili                         | anteriori: Quadrilaterali deformabili / posteriori: Quadrilaterali deformabili                  | anteriori: Quadrilaterali deformabili / posteriori: Quadrilaterali deformabili                  | anteriori: Quadrilaterali deformabili / posteriori: Quadrilaterali deformabili                  |
| Freni                                                                                                  | anteriori: a disco / posteriori: a disco                                                               | anteriori: a disco / posteriori: a disco                                                               | anteriori: a disco / posteriori: a disco                                                        | anteriori: a disco / posteriori: a disco                                                        | anteriori: a disco / posteriori: a disco                                                        |
| Prestazioni dichiarate                                                                                 | | |                                                                                                 |                                                                                                 |                                                                                                 |
| Velocità: 300 km/h                                                                                     | Velocità: 300 km/h                                                                                     | Velocità: 300 km/h                                                                                     | Accelerazione:                                                                                  | Accelerazione:                                                                                  | Accelerazione:                                                                                  |
| Altro                                                                                                  | | |                                                                                                 |                                                                                                 |                                                                                                 |
| Rapporto di compressione                                                                               | 9,5:1                                                                                                  | 9,5:1                                                                                                  | 9,5:1                                                                                           | 9,5:1                                                                                           | 9,5:1                                                                                           |

### L'Elefante bianco
Nel 1966 Piero Drogo modificò una 365 P2, la numero di telaio 0838, appositamente per partecipare alla 24 Ore di Le Mans. Questa vettura, caratterizzata da una lunga coda affusolata e provvista di pinne, per massimizzare l'efficacia aerodinamica e la stabilità sul dritto, caratteristiche necessarie sul lungo e sconnesso Hunaudières, il rettilineo del circuito di Le Mans. Questa vettura, schierata dalla scuderia N.A.R.T., era dipinta completamente di bianco, tranne le pinne posteriori che erano in blu. Su queste ultime, era dipinto un elefante bianco in piedi sulle zampe posteriori, in posizione simile al più noto cavallino della Ferrari. Proprio per questa caratteristica, la 365 P2 in questione fu soprannominata Elefante bianco. La vettura fu portata in gara alla 24 Ore di Le Mans dall'equipaggio Bondurant/Gregory, che fu costretto al ritiro all'88º giro per la rottura della trasmissione. L'Elefante bianco venne schierato anche alla 24 Ore di Le Mans del 1967, sempre dal team N.A.R.T., che la affidò all'equipaggio Parsons/Rodriguez. La gara finì anzitempo, con la vettura costretta al ritiro a seguito di un incidente, dopo soli 30 giri.

### La 365 P2/3
La 365 P2 con numero di telaio 0836, fu acquistata da David Piper, che la portò in gara con il suo team. La vettura, come le altre 365 P2, fu anch'essa ricarrozzata da Drogo, ma a differenza della altre non gli venne aggiunto il tettuccio, rimanendo una barchetta. La vettura fu ridipinta completamente in verde scuro, che era la livrea del team di Piper. In totale, la 365 P2/3 partecipò a 3 gare del mondiale sportprototipi.
Nel 1966 corse solo la 1000 km di Spa, dove venne guidata dallo stesso Piper e da Mike Salmon. La vettura fu costretta al ritiro per problemi meccanici. Nella stagione successiva, alla 24 Ore di Daytona, la 365 P2/3 fu portata in gara sempre da Piper, stavolta insieme a Richard Attwood. La vettura fu costretta al ritiro al 311º giro per la rottura del cambio. Nella gara successiva, la 12 Ore di Sebring, la 365 P2/3, sempre con l'equipaggio Piper/Attwood, fu nuovamente costretta al ritiro, sempre a seguito della rottura del cambio.